# シュレースヴィヒ＝ホルシュタイン＝ゾンダーブルク＝フランツハーゲン家
シュレースヴィヒ＝ホルシュタイン＝ゾンダーブルク＝フランツハーゲン家（Schleswig-Holstein-Sonderburg-Franzhagen）は、デンマーク王クリスチャン3世の末子ハンス若公に始まるシュレースヴィヒ＝ホルシュタイン＝ゾンダーブルク家の嫡流について、断絶する直前の20年間（1689年 - 1709年）を指して使われた別称。この新しい家名はザクセン＝ラウエンブルク公領内の村落シューレンドルフ近郊にあったフランツハーゲン城に因む。

## 歴史
ゾンダーブルク家は2代アレクサンダー・3代ヨハン・クリスティアン・4代クリスティアン・アドルフと続いたが、所領の狭小さと分割相続やそれに代わる相続権者への年金支給が重なって慢性的に財政難であり、1667年ついに破産を宣言した。本拠地であったゾンダーブルク（スナボー）城とその所領は宗家であるデンマーク王室財産に戻された。クリスティアン・アドルフは1676年ザクセン＝ラウエンブルク公女エレオノーレ・シャルロッテと結婚し、1689年に妻が実家から相続したフランツハーゲン城を新たな本拠地としたが、ゾンダーブルク家の勢威は回復しなかった。同家は1709年最終的に断絶し、フランツハーゲン城も1716年に破却された。

## 歴代公爵
| 在位            | 名前                        | 備考 |
| --------------- | --------------------------- | --- |
| 1689年 - 1702年 | クリスティアン・アドルフ1世 | 最後のゾンダーブルク公爵で1667年に破産し、唯一の資産であったゾンダーブルク城と付属所領をデンマーク王室に没収された。1676年に結婚した妻がもたらしたフランツハーゲン城を新たな本拠地・名字の地とした。 |
| 1702年 - 1707年 | レオポルト・クリスティアン  | クリスティアン・アドルフ1世の子、平民アンナ・ゾフィア・ゼーゲルケと貴賤結婚し、間に生まれた3人の息子は相続権を認められなかった。                                                                     |
| 1707年 - 1708年 | ルートヴィヒ・カール        | レオポルト・クリスティアンの弟、下級貴族アンナ・バルバラ・ドロテア・フォン・ヴィンターフェルトと結婚、婚姻は同格出生の基準を満たさないが、間に生まれる子は相続権を認められるとされた。               |
| 1708年 - 1709年 | クリスティアン・アドルフ2世 | ルートヴィヒ・カールの子、2歳で死去し、相続者不在のため公爵家は断絶した。 |

1702年のクリスティアン・アドルフ1世の死後、実質的に所領経営を担ったのは未亡人エレオノーレ・シャルロッテだった。公爵夫妻の息子たちは同格出生の基準を満たす結婚ができず、次世代の相続権者を確保できなかった。最後の公爵の母となったアンナ・バルバラ・ドロテア・フォン・ヴィンターフェルトは、1716年に城が破却された後、ハンブルク市内ビルヴェルダー地区に家を与えられ、1739年に死ぬまで同地で暮らした。